# Carl Ernst von Stetten

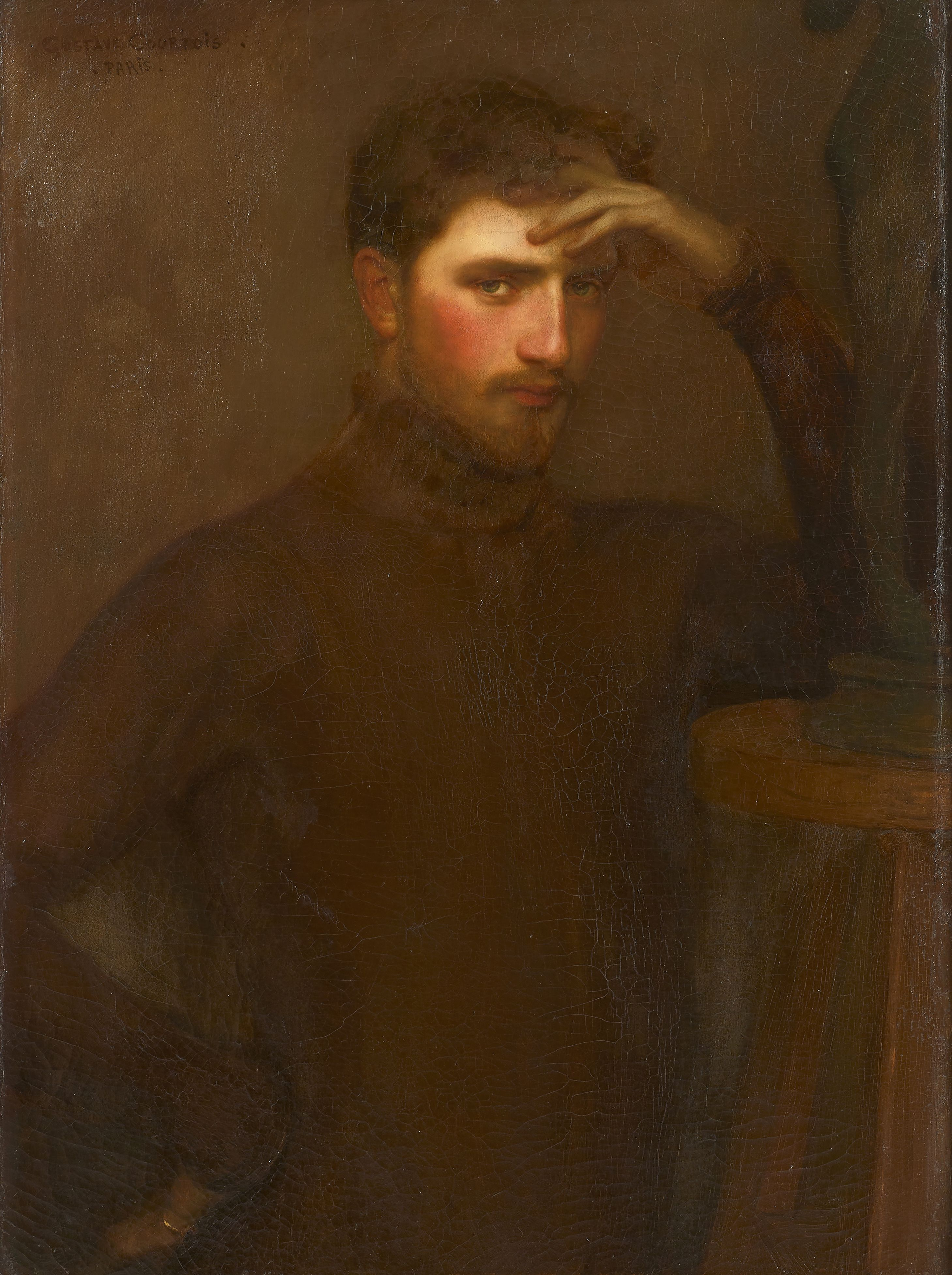
Gustave Courtois – Porträt von Carl Ernst von Stetten

Carl Ernst von Stetten (* 7. März 1857 in Augsburg; † 1942) war ein deutsch-französischer Porträt- und Genremaler, der in Frankreich tätig war.

## Leben
Von Stetten entstammte der wohlhabenden Bankiersfamilie Stetten. Er begann sein Studium am 16. Oktober 1876 in der Antikenklasse der Königlichen Akademie der Künste in München. Danach kam er in den 1880er Jahren nach Paris, um bei Jean-Léon Gérôme Malerei zu studieren. Er besuchte die Académie Julian unter Gustave Boulanger, Gustave Courtois, Pascal Dagnan-Bouveret und Jules-Joseph Lefebvre. Er lebte für einige Zeit in Neuilly-sur-Seine bei Paris, wo er bis 1913 ein eigenes Atelier betrieb.
Courtois und von Stetten verband eine lebenslang andauernde Freundschaft. Von Stetten stand seinem Freund oft Modell für Porträt- und Aktbilder. Den Ersten Weltkrieg verbrachten die Freunde gemeinsam im Tessin.
Auf dem Salon de Paris des Jahres 1889 und auf der Ausstellung in Chicago 1893 errang er jeweils eine Medaille.

## Werke (Auswahl)
- 1886: Damenportrait
- 1888: Italiener in Paris

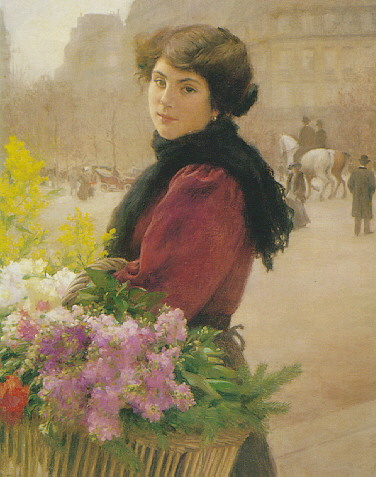
Pariser Blumenverkäuferin

- 1890: Die ältere Schwester, Fern von der Welt
- 1891: Häkelnde Mädchen
- 1893: Am Fusse des Louvre[3]